# Léry (Eure)
Léry ist eine französische Gemeinde mit 1.984 Einwohnern (Stand: 1. Januar 2022) im Département Eure in der Region Normandie. Sie gehört zum Arrondissement Les Andelys und zum Kanton Val-de-Reuil. Die Einwohner werden Lérysien(ne)s genannt.

## Geografie
Léry liegt am Fluss Eure, knapp vor dessen Mündung in die Seine, sowie am Lac de Deux Amants. Umgeben wird Léry von den Nachbargemeinden Le Manoir im Norden, Poses im Osten und Nordosten, Val-de-Reuil im Süden, Pont-de-l’Arche und Les Damps im Westen.

## Geschichte
| Jahr      | 1962 | 1968  | 1975  | 1982  | 1990  | 1999  | 2006  | 2018  |
| --------- | ---- | ----- | ----- | ----- | ----- | ----- | ----- | ----- |
| Einwohner | 980  | 1.036 | 1.001 | 1.604 | 1.791 | 2.139 | 2.066 | 2.028 |

## Sehenswürdigkeiten
- Kirche Saint-Ouen, seit 1911 Monument historique
- Kreuz Hosannière (auch: Kreuz von Léry), seit 1927 Monument historique

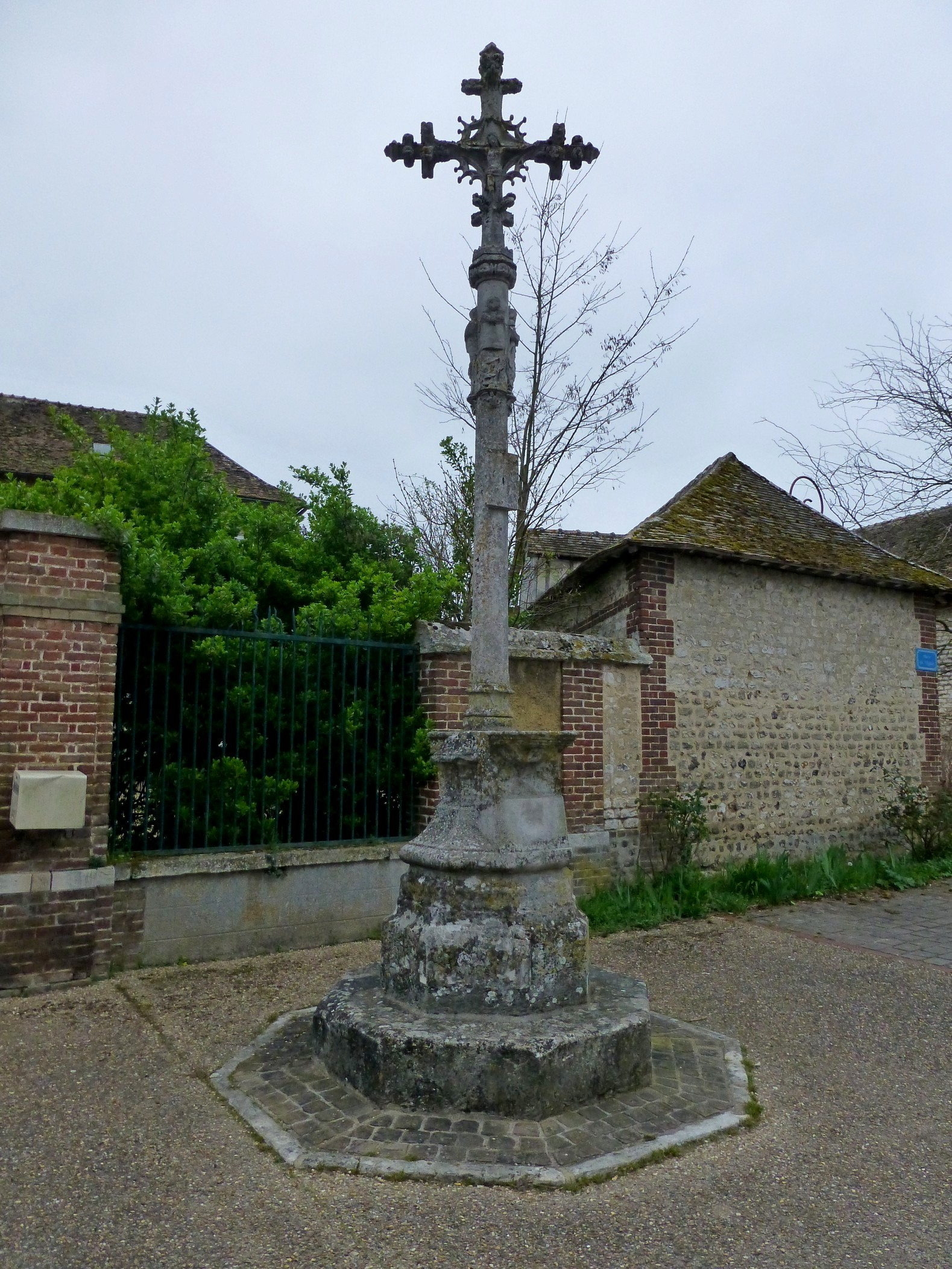
Kreuz von Léry

- Lac des Deux Amants